# Moiše Svidels
Moiše Svidels (auch Mowscha Swiedel, * 1918 im Gouvernement Minsk; † 1941) war ein lettischer Fußballtorhüter.

## Karriere und Leben
Moiše Svidels wurde im Jahr 1918 im Gouvernement Minsk in die  Familie von Berkas und Taubas Rissa (geb. Maklan) geboren. Er arbeitete als Kraftfahrer.
Svidels absolvierte als Ersatztorhüter von Leiba Kacs in der Virslīga 1937/38 einige Ligaspiele für Hakoah Riga.
Als lettischer Nationalist wurde Svidels im Jahr 1941 von den Sowjetischen Besatzern im Zweiten Weltkrieg gehängt.

## Weblink
- Lebenslauf bei kazhe.lv (lettisch)

| Personendaten    | Personendaten                              |
| ---------------- | ------------------------------------------ |
| NAME             | Svidels, Moiše                             |
| ALTERNATIVNAMEN  | Svidels, Moise                             |
| KURZBESCHREIBUNG | lettischer Fußballtorhüter                 |
| GEBURTSDATUM     | 1918                                       |
| GEBURTSORT       | Gouvernement Minsk, Russisches Kaiserreich |
| STERBEDATUM      | 1941                                       |
| STERBEORT        | Sowjetunion                                |